# Otto Voisard

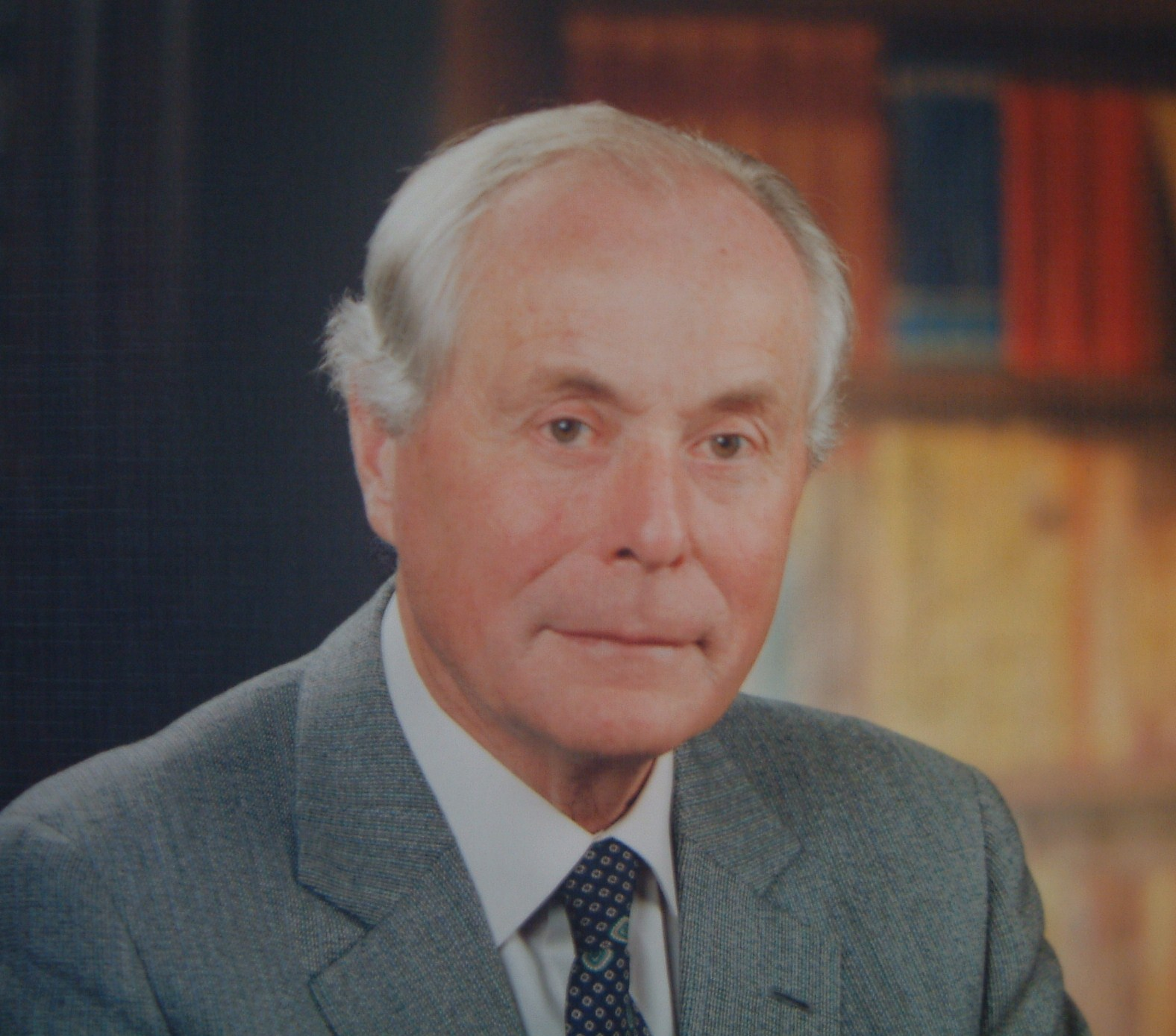
Otto Voisard 1985

Otto Voisard (* 18. Mai 1927 in Wien; † 11. Mai 1992 ebenda) war ein deutsch-österreichischer Industriemanager.

## Leben
Die Schulausbildung absolvierte Otto Voisard in Wien und Berlin. 1944 wurde er als Flakhelfer (Wien) in den Zweiten Weltkrieg eingezogen, anschließend auf einem Torpedoboot (T35) eingesetzt, das für den Begleitschutz des Schweren Kreuzers Prinz Eugen verantwortlich war. Nach dem Kriegsende legte er das Notabitur ab und studierte Maschinenbau an der Technischen Hochschule Wien, 1951 schloss er das Studium als Diplom-Ingenieur ab.
Erste Berufserfahrungen sammelte Otto Voisard bei der Alpine in Donawitz (Österreich). Hier lernte er seine spätere Frau Gertrude Lenk kennen, nach der Heirat wanderte das Ehepaar nach Deutschland aus (3 Söhne). Otto Voisard begann seine Tätigkeit bei der MAN in Augsburg, nach kurzer Zeit wurde er zum persönlichen Assistenten des damaligen Vorstandsvorsitzenden Neumann bestellt. 1956 bis 1969 arbeitete er bei der MAN-Technisches Büro Hamburg im Schiffsmotoren- und Krananlagenbau, zuletzt als Büroleiter.
1969 wechselte er als Geschäftsführer in die von Mercedes und MAN neu gegründete MTU (München und Friedrichshafen: Flugtriebwerksbau und Dieselmotoren), seither immer wieder enge Zusammenarbeit mit Prof. Dr. h. c. Werner Niefer, Mercedes-Benz. In dieser Periode wurde der MTU ein wichtiger Auftrag für den Lizenz-Bau von F-4 Phantom II Triebwerken erteilt, enge Zusammenarbeit mit Dr. h. c. Gerhard Neumann, damals Vize-Präsident von General Electric.
1974 kehrte Otto Voisard als Vorstand für den Bereich Nutzfahrzeuge zur MAN zurück, 1976 Großauftrag für 1200 Busse nach Algerien. 1979 wurde Otto Voisard zum Vorstandsvorsitzenden der MAN berufen. Unter seine Ägide fällt 1981 der Zusammenschluss mit Burmeister & Wain (B&W). Aufsehen erregte damals der Auftrag für die Umrüstung der britischen Queen Elizabeth 2 von Dampfturbinen auf MAN B&W-Dieselmotoren. 1981 erhielt er vom damaligen Ministerpräsidenten Franz Josef Strauß den bayerischen Verdienstorden.
1986 wurde er unter Mitwirkung des damaligen Generaldirektors der Creditanstalt (CA) Dr. Hannes Androsch als Generaldirektor von Steyr Daimler Puch nach Wien (Österreich) geholt. Hier ist besonders der Beginn der Zusammenarbeit mit Chrysler unter dem damaligen Chairman Lee Iacocca zu erwähnen, welche 1988 zur Eröffnung eines Chrysler-Werkes in Graz und zum Bau des Chrysler Voyager führte. Darüber hinaus enge Zusammenarbeit mit Mercedes (Prof. Dr. Werner Niefer) bei der Fertigung des Getriebes für den Mercedes G und den Puch G in Graz. Im Jahre 1991 wurde Otto Voisard mit dem Großen Goldenen Ehrenzeichen für Verdienste um die Republik Österreich ausgezeichnet.
Otto Voisard starb am 11. Mai 1992 im Allgemeinen Krankenhaus der Stadt Wien nach kurzer schwerer Krankheit. Seine letzte Ruhestätte fand er auf dem Westfriedhof in München.

## Auszeichnungen
- Bayerischer Verdienstorden
- Großes Goldenes Ehrenzeichen für Verdienste um die Republik Österreich
- Grande Ufficiale del'Ordine al Merito der Republik Italien